# Dedo

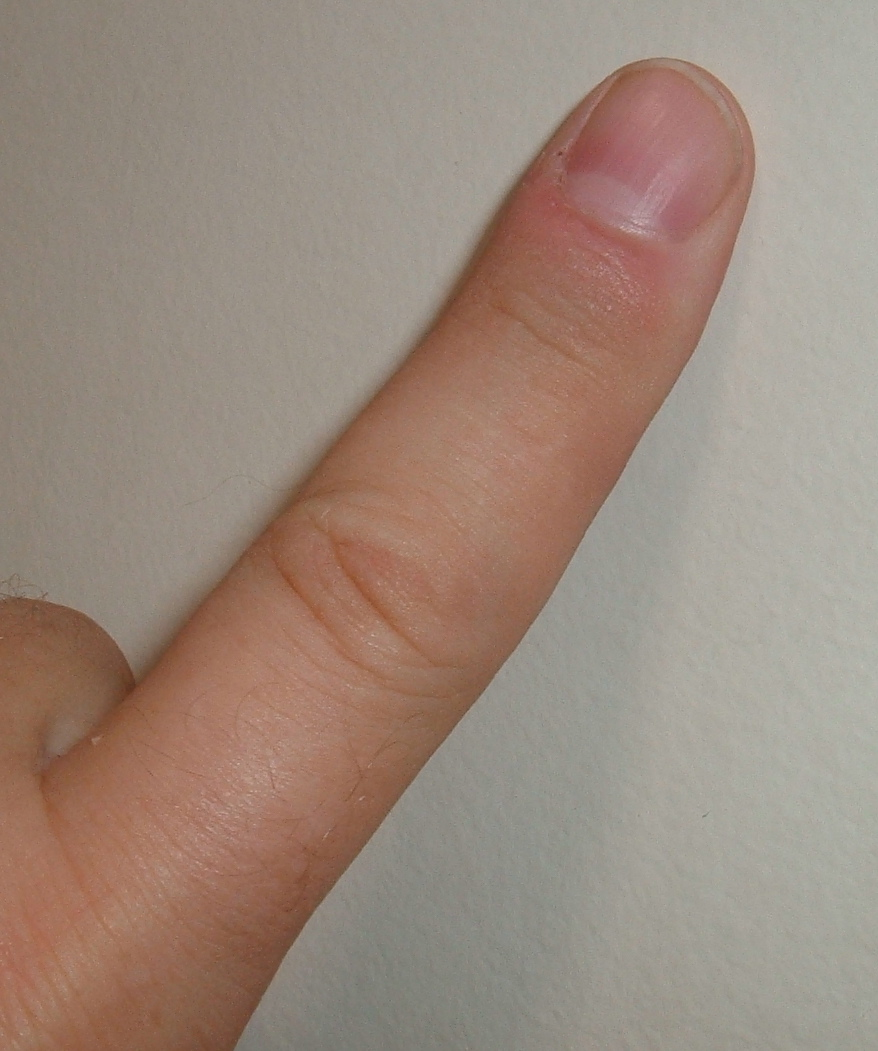
Un dedo índice

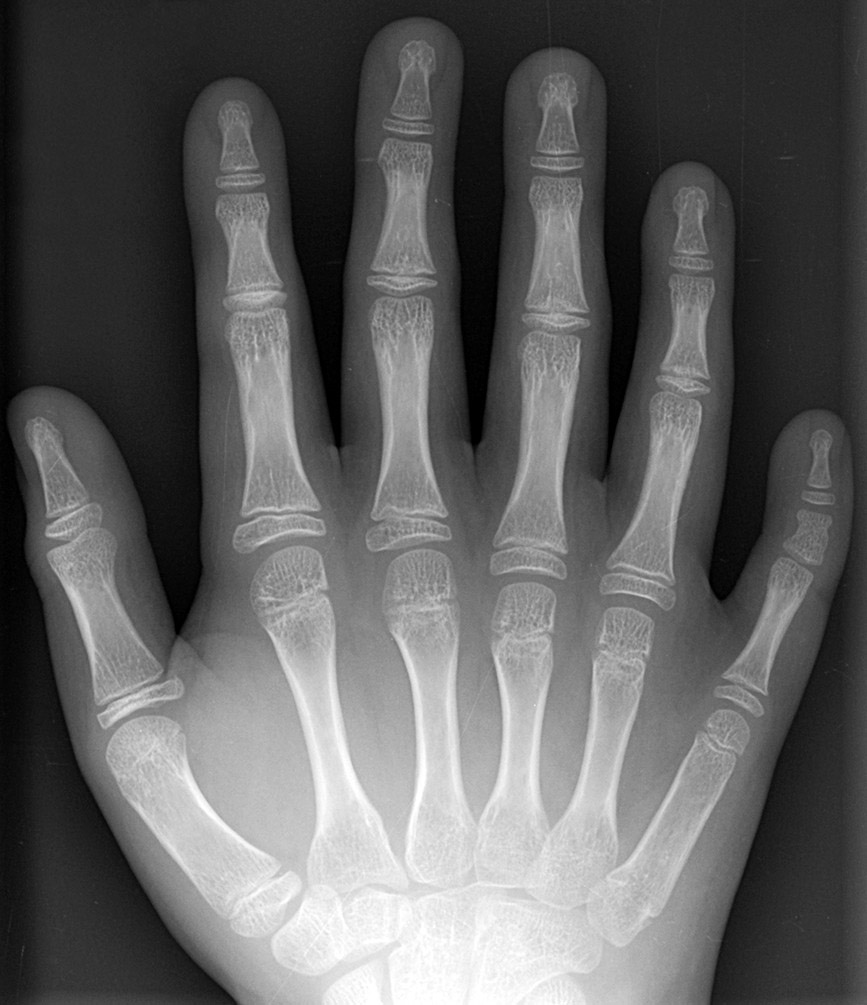
Radiografía de una mano derecha con duplicación del dedo medio

Los dedos son las porciones distales de la región de la mano y del pie del ser humano y de otros animales. Son también las diez puntas de las extremidades que pueden apreciar la forma, tamaño, textura y temperatura de un objeto.

## Dedos de la mano
El ser humano tiene cinco dedos en cada mano y reciben el nombre de pulgar (o dedo gordo de la mano o primer dedo de la mano), índice (o segundo dedo de la mano), medio (o tercer dedo de la mano, o dedo corazón, o dedo cordial o dedo mayor), anular (o cuarto dedo de la mano) y meñique (o quinto dedo de la mano o dedo auricular).

## Dedos del pie
En cada pie también hay cinco dedos. La Terminología Anatómica se refiere a esta porción del cuerpo como dedos del pie con el código A01.1.00.046 (Digiti pedis). También se les ha llamado a los dedos de los pies «ortejos», galicismo proveniente de orteil, y este del latín articulus (‘articulación pequeña’). En español, se derivó la palabra artejo, que significa ‘nudillo’.
A diferencia de lo que sucede con la mano, en el pie, en lugar de usar un nombre diferente para cada dedo, en el ámbito científico es habitual referirse a ellos por el número que ocupan, y empiezan a contarse desde la parte de dentro. Por ejemplo, el dedo gordo es el «primer dedo del pie», el siguiente el «segundo dedo del pie», y así sucesivamente.
Solamente algunos dedos del pie tienen un nombre específico equivalente al nombre correspondiente del dedo de la mano: dedo gordo (Hallux, dedo pulgar), dedo meñique (dedo auricular).

## Falanges
Los huesos de los dedos se llaman «falanges». Cada dedo posee tres, excepto los pulgares y dedos gordos del pie, donde hay solamente dos. La falange proximal de cada dedo se articula con el hueso metatarsiano correspondiente (en los pies) o hueso metacarpiano correspondiente (en las manos).